# Moatize
Moatize és un municipi de Moçambic, situat a la província de Tete. En 2007 comptava amb una població de 38.924 habitants. Es troba a la vora de la ciutat de Tete als marges del riu Zambeze.

## Economia
En 2006 la companyia minaire brasilera VALE va obtenri la concessió per construir i explotar una mina de carbó a Moatize que exportaria el carbó per ferrocarril fins al port de Beira. L'empresa australiana Riversdale Mining, també ha rebut algunes concessions per explotar carbó a la zona.

## Transport
Per transportar el ferrocarril de Moatize al port exportador de Beira s'ha construït una línia fèrria de 670 km que ha costat $ 375 milions. El primer tren va sortir de Moatize el 30 de gener de 2010.